# Karin Pettersen
Pour les articles homonymes, voir Pettersen.
Karin Pettersen (aujourd'hui Karin Ryen), née le 21 novembre 1964 à Frosta, est une ancienne handballeuse internationale norvégienne.
Avec l'équipe de Norvège, elle participe aux jeux olympiques de 1988 et 1992 où elle remporte deux médailles d'argent. 

## Palmarès

### Sélection nationale
Jeux olympiques 
- médaille d'argent aux Jeux olympiques de 1988, Séoul
- médaille d'argent aux Jeux olympiques de 1992, Barcelone